# Marjorie Taylor Greene
Pour les articles homonymes, voir Taylor, Greene et Taylor Green.
Marjorie Taylor Greene, ou Marjorie Green, née le 27 mai 1974 à Milledgeville, est une femme politique d'extrême droite américaine de l'État de Géorgie.
Elle est la candidate républicaine pour la 14e circonscription électorale de Géorgie aux élections de 2020, qu'elle remporte. Elle attire l'attention sur la scène nationale américaine par son soutien à la théorie du complot d'extrême droite QAnon dans des vidéos Facebook, dont elle a tenté de se désolidariser par la suite. Début 2021, ses appels à la violence contre des élus démocrates américains lui valent les sarcasmes de ses adversaires politiques.

## Jeunesse
Marjorie Taylor est née à Milledgeville, en Géorgie, le 27 mai 1974. Elle est diplômée du lycée South Forsyth à Cumming, Géorgie, et de l'université de Géorgie.

## Carrière politique
Marjorie Taylor Greene lance sa candidature pour 2020 dans la 6e circonscription électorale de Géorgie, mais déplace sa campagne dans la 14e circonscription après que le titulaire Tom Graves a annoncé qu'il ne se présenterait pas à sa réélection. Dans les jours précédant les primaires, Facebook retire une des vidéos de la candidate pour violation des conditions relatives à l'incitation à la violence ; en effet, dans cette vidéo, elle tient un fusil AR-15 et avertit les « antifas » de « rester hors du nord-ouest de la Géorgie » où se trouve la 14e circonscription.
Elle termine à la première place du premier tour des primaires et affronte John Cowan pour le second. Elle bat Cowan pour remporter la nomination le 11 août et elle est considérée comme favorite des élections générales, car le 14e district vote généralement républicain. Le 14e district a un indice de vote Cook Partisan de R + 27, ce qui en fait le 10e district le plus républicain du pays et le troisième district le plus républicain du fuseau horaire de l'Est. Parmi les districts de la Chambre des représentants de Géorgie, seul le 9e district voisin est plus républicain. Donald Trump a remporté le 14e avec 75 % des voix en 2016, sa huitième meilleure performance dans le pays. Le lendemain de la victoire de Greene au second tour, Trump lui tweete son soutien, la décrivant comme une « future étoile républicaine » qui « est forte sur tout et n'abandonne jamais — une vraie GAGNANTE ! ».
En remportant les élections, elle est la deuxième femme du parti républicain à représenter la Géorgie à la Chambre. La première, Karen Handel, fut élue pour représenter le 6e district lors d'une élection partielle en 2017.
Marjorie Greene doit initialement affronter le néophyte démocrate Kevin Van Ausdal. Cependant, le 11 septembre 2020, Van Ausdal se retire de la course et cela la laisse sans opposition pour les élections générales. Depuis la création du 14e district en 2012, aucun démocrate n'a remporté plus de 30 % des voix.

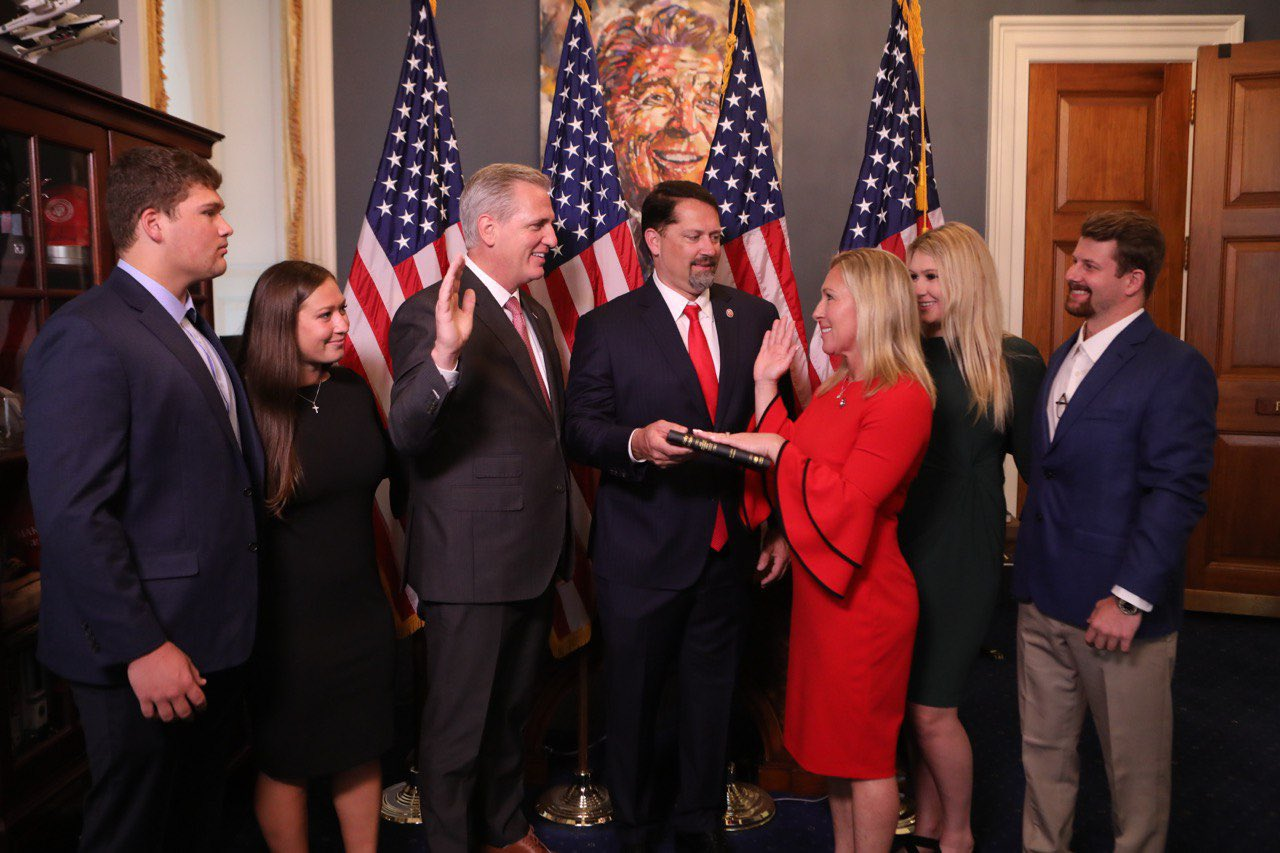
Prestation de serment, le 3 janvier 2021.

Le 3 novembre 2020, elle remporte les élections et est élue à la Chambre où elle siège à partir du 3 janvier 2021.
Elle est un temps membre du Freedom Caucus, qui rassemble au Congrès la frange la plus radicale du Parti républicain, avant d'en être exclue en juillet 2023 en raison de sa trop grande proximité avec Kevin McCarthy.
En mars 2024, elle initie une motion pour obtenir la destitution de Mike Johnson, speaker de la Chambre des représentants, pourtant républicain et élu avec le soutien du Freedom Caucus.

## Positionnement politique
Elle est positionnée à l'extrême droite,,. Après le premier tour de scrutin de l'élection de 2020, Politico republie d'anciennes vidéos de Marjorie Greene dans lesquelles elle exprime des opinions racistes, antisémites et islamophobes, qui seront par la suite condamnées par les dirigeants républicains du Congrès des États-Unis, Kevin McCarthy et Steve Scalise.

### Soutien aux théories du complot
Marjorie Greene soutient la théorie du complot d'extrême droite QAnon, affirmant dans des vidéos publiées en 2017 sur Facebook que les théories « valent la peine d'être écoutées »,. Marjorie Greene s'est par la suite désolidarisée de ces théories et rejette l'étiquette de « candidate QAnon ». Elle déclare dans une vidéo : « Il y a une occasion unique de sortir de cette cabale mondiale de pédophiles adorateurs de Satan, et je pense que nous avons le président pour le faire ».
Dans une vidéo de 2017 publiée sur Facebook, Marjorie Greene affirme ne pas croire que l'auteur de la fusillade de 2017 à Las Vegas ait agi seul. Dans une autre, elle traite George Soros, l'homme d'affaires juif et survivant de l'Holocauste, de nazi,. Puis, après les élections de mi-mandat de 2018, elle déclare que l'élection d'Ilhan Omar et de Rashida Tlaib fait partie « d'un plan d'invasion islamique de notre gouvernement ».
En 2018, elle exprime son soutien à une théorie du complot selon laquelle aucun avion n'a frappé le Pentagone lors des attaques du 11 septembre, affirmant que « c'est étrange qu'il n'y ait jamais eu de preuve de l'avion au Pentagone », malgré les évidences des vidéos. Elle admettra plus tard sur Twitter que sa théorie du complot du 11 septembre n'était « pas correcte ».
Elle estime que la fusillade de Parkland, perpétrée en 2018 dans un établissement scolaire de Floride (17 morts), pourrait être un coup monté pour porter atteinte au droit de porter des armes à feu.
Elle soutient que les incendies de 2018 en Californie ont été déclenchés par des rayons solaires dirigés depuis l'espace par des travaux de l'entreprise Solaren. Elle adhère à une théorie du complot antisémite sur ce sujet et à des positions climatosceptiques, de même en affirmant au passage de l'ouragan Helene, en octobre 2024, que le gouvernement démocrate utiliserait des « technologies de contrôle météorologique » orientant l'ouragan vers des régions majoritairement peuplées d'électeurs républicains. Elle s'oppose aux lois restreignant la liberté d'expression pour combattre la haine antisémite en mai 2024.

### Positionnement en politique étrangère
En mars 2022, elle est l'un des huit seuls députés à voter contre la suspension des relations commerciales avec la Russie et elle publie en même temps une vidéo dans laquelle elle relaie, la propagande russe à propos de l'invasion de l'Ukraine et du président Volodymyr Zelensky. Elle estime que l'Ukraine est responsable de sa propre invasion en raison de son rapprochement avec l'Occident, qu'elle juge comme une provocation envers la Russie.
En avril 2023, une fuite de documents confidentiels américains sur des opérations militaires à l'étranger impliquant les États-Unis, en particulier en Ukraine, est rendue publique. Taylor Greene prend alors la défense de Jack Teixeira, le militaire qui a rendu publics ces documents sur un serveur Discord. Pour Taylor Greene, Teixeira est un « ennemi du régime Biden » car il est un homme blanc chrétien et opposé à la guerre. Taylor Greene est accusée de soutenir un « traître », ce qui conduit Liz Cheney, elle aussi membre du Parti républicain, à demander le retrait de son habilitation de sécurité. Elle est aussi blâmée par le sénateur républicain Lindsey Graham, qui considère qu'elle a pris une des positions les plus irresponsables qui soient.

## Comportement

### Propos controversés et extrémistes
Après le premier tour de scrutin de l'élection de 2020, Politico republie des vidéos anciennes de Marjorie Greene dans lesquelles elle exprime des opinions racistes, antisémites et islamophobes et qui sont par la suite condamnées par des membres du Congrès des États-Unis, à savoir Kevin McCarthy et Steve Scalise, ainsi que dans les médias,.
Le 3 février 2021, elle est soumise à une enquête du Parti républicain visant à déterminer si elle peut continuer à siéger dans des comités du Congrès à la suite de ses allégations infondées et critiquées, à la suite de quoi ses collègues lui ont majoritairement accordé leur confiance. Le lendemain 4 février 2021, toujours en raison de ses propos extrémistes, la Chambre des représentants des États-Unis vote majoritairement pour son exclusion de deux comités (budget ; éducation et travail). Elle affirme de ne plus s'exprimer ainsi depuis longtemps, mais Steny Hoyer (le leader de la majorité à la Chambre) présente une photo où elle s'est représentée avec trois cibles qui sont trois élues démocrates (Alexandria Ocasio-Cortez, Ilhan Omar et Rashida Tlaib), tandis qu'elle-même tient un fusil d'assaut AR-15, photo qu'elle a légendée : « Le pire cauchemar, c'est le Squad », autrement dit elle entend « subtilement » qu'il faudrait éliminer par les armes ce groupe informel qu'ont constitué ces trois parlementaires de couleur.
À la suite de tweets et de déclarations controversées, elle est accusée[Par qui ?] de provoquer des tensions dans la société américaine, notamment en raison de ses positions sur les vaccins et sur la guerre en Ukraine, ce qui favorisait l'aile la plus extrême du Parti républicain,[évasif]. Son compte Twitter est suspendu en 2022 ; elle est ensuite réintégrée, après le rachat de ce réseau fin novembre par Elon Musk,.

### Appels à la violence envers les élus démocrates
Dans une vidéo Facebook de janvier 2019, filmée par Marjorie Taylor Greene, elle s'associe à une pétition en ligne adressée à la Maison-Blanche, qui demande la destitution de Nancy Pelosi pour une prétendue trahison, à savoir son opposition à la construction du mur de Trump. Elle y déclare : « C'est un crime passible de la peine de mort, parce que c'est une trahison... ».
Dans plusieurs vidéos diffusées en direct sur Facebook en février 2019, Greene suggère que Pelosi « subisse la peine de mort ou soit emprisonnée » pour « trahison », et cela sans procès. Greene a aussi estimé que la représentante démocrate Maxine Waters était « tout aussi coupable de trahison que Nancy Pelosi ».
Sur son compte Facebook, en 2018 et en 2019, Marjorie Taylor Greene exprime son soutien à l'exécution des principales personnalités politiques démocrates, à savoir l'ancien président Barack Obama, l'ancienne secrétaire d'État Hillary Clinton et la présidente de la Chambre Nancy Pelosi. Elle a aussi soutenu l'exécution d'agents du Federal Bureau of Investigation (FBI), comme le rapporte CNN en janvier 2021,.
Ainsi (en avril 2018), à un internaute qui se demandait sur Facebook « Maintenant pouvons-nous les pendre ?? » (« Now do we get to hang them ?? »), le compte de Marjorie Taylor Greene avait répondu : « La scène est en cours de préparation. Les acteurs sont en train de se mettre en place et nous devons être patients, car cela doit être fait avec perfection, sinon des juges progressistes les laisseront partir ». Interrogée par CNN, Greene n'a pas nié l'authenticité des propos rapportés, mais a affirmé que ces contenus ne représentaient pas ses opinions, que la chaîne s’était concentrée sur une époque antérieure à sa candidature, et que ce sont « des équipes » qui gèrent ses pages sur les réseaux sociaux,.
En janvier 2019, ajoute CNN, Greene a « aimé » (liké) sur Facebook un commentaire selon lequel « une balle dans la tête serait plus rapide » pour destituer la présidente de la Chambre, Nancy Pelosi. Elle a ensuite aussi « aimé » des commentaires sur l'exécution d'agents du FBI qui, à ses yeux, faisaient partie de « l'État profond » travaillant contre Trump.
Fin janvier 2021, l'organisation de défense progressiste  People For the American Way a officiellement appelé à exclure Marjorie Taylor Greene de la Chambre des représentants à cause de ses commentaires provocants et insultants ; mais la réussite de cette procédure exigerait l'appui des deux tiers des membres de la Chambre.
Le 3 septembre 2020, Marjorie Greene partage un mème sur sa page Facebook se représentant tenant un fusil de style AR-15 à côté d'un collage de photos des femmes démocrates de la Chambre des représentants : Alexandria Ocasio-Cortez, Ilhan Omar et Rashida Tlaib. Elle affirme qu'il est temps pour les républicains « de commettre des délits contre ces socialistes qui veulent déchirer notre pays ». La présidente de la Chambre, Nancy Pelosi, dénonce le mème comme une « dangereuse menace de violence » et Ilhan Omar exige que le mème soit supprimé après avoir affirmé qu'il avait déjà déclenché des menaces de mort. En réponse aux questions de Forbes sur la question de savoir si le mème est une menace, un porte-parole de sa campagne qualifie la suggestion de « paranoïaque et ridicule » et de « théorie du complot ». Facebook supprime le mème le lendemain parce qu'il a enfreint sa politique contre l'incitation à la violence, ce à quoi  Marjorie Greene rétorque : « Les démocrates tentent de m'ostraciser avant même que j'aie pu prêter serment ».
À la tribune du Congrès, elle a assimilé le Parti démocrate aux Nazis et comparé les mesures de sécurité liées au Covid-19 à la persécution des Juifs pendant l'Holocauste,,, s'excusant plus tard pour cette comparaison. Elle a utilisé le terme « Gaspacho » au lieu de « Gestapo » en février 2022 en parlant de la « police » de Nancy Pelosi.

### Attitude obstructive
Le 11 mars 2021, CNN rapporte qu'après avoir été démise de ses participations à des comités (voir plus haut) par la Chambre le mois précédent (à la suite de révélations sur ses commentaires antisémites et islamophobes préférés avant d'être élue au Congrès), Marjorie Taylor Greene fait de l'obstruction : à partir du 24 février et 4 fois en 15 jours, elle a ainsi, sans raison, appelé à une motion d'ajournement de la Chambre. D'après le règlement intérieur de la Chambre, cette demande d’ajournement stipule que chaque membre de la Chambre doit prendre la parole et voter pour savoir si la Chambre doit ou non ajourner sa séance. Ceci n'arrête pas le travail des élus, mais le freine considérablement. Greene souhaite ainsi attirer l'attention sur elle, ce qui lasse jusque dans les rangs de ses collègues républicains. La quatrième fois, 40 de ses collègues républicains ont voté contre sa motion, alors qu'ils n'étaient que 18 la fois précédente (3 mars), et alors que les deux premières fois elle avait été suivie par presque tous les républicains.

### Attaques contre Biden
Elle s'est fait remarquer pendant l'été 2023 par ses violentes attaques contre la famille du président Biden et plus particulièrement contre son fils Hunter Biden, diffusant même des photos de lui dénudé.

## Vie privée
Marjorie Greene et son mari, Perry, sont propriétaires, depuis 2020, de Taylor Commercial, une entreprise de construction basée à Alpharetta, en Géorgie, que son père a fondée et leur a vendue. Elle a longtemps vécu à Alpharetta, ville du 6e district, tout en étant candidate à l’investiture dans le  14e district.  Marjorie Greene déclare, peu de temps après s'être lancée dans la course pour cette investiture qu'elle y emménagerait, ce qu'elle a fait en achetant une maison dans le comté de Paulding. Le couple Greene divorce en décembre 2022. En 2023, après son divorce d'avec Perry Greene, Marjorie Taylor Greene commence à fréquenter Brian Glenn, le directeur de la programmation du Right Side Broadcasting Network (en), un média conservateur américain.